# Nuri Kaheil
Nuri Kaheil (em árabe: نوري كحيل) é um ex-ciclista de estrada líbio. Kaheil representou o seu país em duas provas de ciclismo nos Jogos Olímpicos de 1980, realizados em Moscou, Rússia.